# Pyrosomatida
Pyrosomatida è un ordine di Tunicata.

## Descrizione
I Pyrosomatida (Lahille, 1888) o Pyrosomida (dal greco: fuoco e corpo) sono un ordine di Tunicati appartenenti alla classe dei Taliacei ma tale assegnazione ai Taliacei è messa fortemente in dubbio da molti studiosi.
Formano colonie o cenobii planctonici liberi, a forma di cilindro cavo, lunghi dai 10 cm ai 3-4 metri. Hanno corpo trasparente e luminescente per la presenza di batteri simbionti luminosi. La luce emessa normalmente è verde-giallastra; tuttavia, se la colonia viene stuzzicata, la luce cambia improvvisamente assumendo colorazioni rosse, bianche, verdi, ecc. Sono organismi abbastanza comuni nell'Altlantico e nel Mediterraneo; in quest'ultimo mare vengono chiamati lucie.
Sono organismi ermafroditi ed in essi si possono osservare fenomeni di proterandria, proteroginia oppure contemporanea maturazione dei gameti dei due sessi. Si riproducono sia per via sessuale sia per via agamica mediante un processo di gemmazione.
Un tempo venivano chiamati Ascidie salpiformi per la conformazione del cestello branchiale somigliante a quello delle Ascidie. Gli individui sono disposti perpendicolarmente nello spessore della parete (che costituisce una tunica comune) con i sifoni orali che si aprono all'esterno e quelli atriali all'interno, nella camera atriale comune (simile alla camera atriale delle Ascidie composte). Posseggono una faringe branchiale con molte fessure che sboccano in una cavità peribranchiale, come nelle Ascidie, ma differiscono da queste perché hanno i sifoni (cloacale e boccale) opposti, sono planctonici e non hanno stadi larvali.

## Riproduzione
Dall'uovo fecondato si forma un embrione detto ciatozoide, che è sterile,  dal quale, invece di formarsi una larva, ha origine asessualmente ad uno stolone che si divide in 4 formando i primi blastozoidi (detti ascidiozoidi primari o tetrazoidi). Questi sono rivestiti da una tunica comune e si moltiplicano asessualmente formando una colonia. L'oozoide degenera, nei blastozoidi si formano precocemente le gonadi.
Quindi la formazione di nuove colonie può avvenire solo per riproduzione sessuale mentre gli individui all'interno della colonia si moltiplicano per via agamica, cioè per gemmazione.